# (31832) 2000 AP59
2000 أي بي 59 (ويعرف أيضًا باسم (31832) 2000 أي بي 59 وفق تسمية الكوكب الصغير) (بالإنجليزية: 2000 AP59)‏ هو كويكب ضمن حزام الكويكبات؛ وترتيبه 31832 من حيث الاكتشاف.
اكتُشف هذا الجُرم الفلكي بواسطة بحث لنكولن عن الكويكبات القريبة من الأرض في 4 يناير 2000.

## وصلات خارجية
- (31832) 2000 AP59 في قاعدة بيانات مختبر الدفع النفاث لأجرام النظام الشمسي الصغيرة

- الاكتشاف · مخطط المدار ·  العناصر المدارية · المعلمات المادية

- (31832) 2000 AP59 على موقع ويكي سكاي: DSS2, SDSS, GALEX, IRAS, Hydrogen α, X-Ray, Astrophoto, Sky Map, Articles and images